# Eleições gerais na Espanha em 1989
As eleições gerais na Espanha de 1989 foram disputadas a 29 de Outubro e serviram para eleger os 350 deputados para o Congresso dos Deputados.
Os resultados das eleições deram a terceira maioria absoluta consecutiva ao PSOE e ao seu líder, Felipe González, conquistando 39,6% e 175 deputados. Apesar desta vitória, o PSOE obteve uma forte queda nos votos, caindo 4,5% e perdendo 9 deputados.
O Partido Popular, sucessor da Aliança Popular, obteve um resultado semelhante aos do seu antecessor em 1986, com 25,8% e 107 deputados. De destacar, a subida do PP em diversas regiões, em especial, na Comunidade de Madrid, onde tornou-se a primeira força política, ultrapassando, pela primeira vez, o PSOE.
A Esquerda Unida, coligação liderada pelo Partido Comunista de Espanha, teve um resultado espectacular, conquistando 9,1% e 17 deputados, uma subida de 4,5% e de 10 deputados.
Por fim, o Centro Democrático e Social, de Adolfo Suárez, obteve uma queda nos votos e deputados, ficando-se pelos 7,9% e 14 deputados. Este mau resultado, levaria ao afastamento de Suárez da vida política em 1991.

## Resultados oficiais
| Partido                 | Partido                              | Votos      | %               | +/-   | Deputados | +/-     |
| ----------------------- | ------------------------------------ | ---------- | --------------- | ----- | --------- | ------- |
|                         | Partido Socialista Operário Espanhol | 8 115 568  | 39,60 / 100,00  | 4,46  | 175 / 350 | 9       |
|                         | Partido Popular                      | 5 285 972  | 25,79 / 100,00  | 0,18  | 107 / 350 | 2       |
|                         | Esquerda Unida                       | 1 858 588  | 9,07 / 100,00   | 4,44  | 17 / 350  | 10      |
|                         | Centro Democrático e Social          | 1 617 716  | 7,89 / 100,00   | 1,33  | 14 / 350  | 5       |
|                         | Convergência e União                 | 1 032 243  | 5,04 / 100,00   | 0,02  | 18 / 350  | Estável |
|                         | Partido Nacionalista Basco           | 254 681    | 1,24 / 100,00   | 0,29  | 5 / 350   | 1       |
|                         | Grupo Ruiz Mateos                    | 219 883    | 1,07 / 100,00   | Novo  | 0 / 350   | Novo    |
|                         | Herri Batasuna                       | 217 278    | 1,06 / 100,00   | 0,09  | 4 / 350   | 1       |
|                         | Partido Andaluz                      | 212 687    | 1,04 / 100,00   | 0,57  | 2 / 350   | 2       |
|                         | União Valenciana                     | 144 924    | 0,71 / 100,00   | 0,39  | 2 / 350   | 1       |
|                         | Eusko Alkartasuna                    | 136 955    | 0,67 / 100,00   | Novo  | 2 / 350   | Novo    |
|                         | Esquerda Basca                       | 105 238    | 0,51 / 100,00   | 0,02  | 2 / 350   | Estável |
|                         | Partido Aragonês                     | 71 733     | 0,35 / 100,00   | 0,01  | 1 / 350   | Estável |
|                         | Grupos Independentes das Canárias    | 64 767     | 0,32 / 100,00   | 0,01  | 1 / 350   | Estável |
|                         | Outros                               | 1 013 654  | 4,21 / 100,00   |       | 0 / 350   |         |
| Votos Inválidos         | Votos Inválidos                      | 294 478    | 1,43 / 100,00   | 0,74  |           |         |
| Total                   | Total                                | 20 646 365 | 100,00 / 100,00 |       | 350 / 350 |         |
| Eleitorado/Participação | Eleitorado/Participação              | 29 604 055 | 69,74 / 100,00  | 0,75  |           |         |
| Fonte                   | Fonte                                | [ 8 ]      | [ 8 ]           | [ 8 ] | [ 8 ]     | [ 8 ]   |

## Resultados por comunidades autónomas
| Região          | %    | D    | %    | D   | %    | D  | %    | D   | %    | D   | %    | D   | %    | D  | %   | D  | %   | D  | %    | D  | %   | D  | %    | D   | %   | D   | D   | Votantes   |
| Região          | PSOE | PSOE | PP   | PP  | IU   | IU | CDS  | CDS | CiU  | CiU | PNV  | PNV | HB   | HB | PA  | PA | UV  | UV | EA   | EA | EE  | EE | PAR  | PAR | GIC | GIC | D   | Votantes   |
| --------------- | ---- | ---- | ---- | --- | ---- | -- | ---- | --- | ---- | --- | ---- | --- | ---- | -- | --- | -- | --- | -- | ---- | -- | --- | -- | ---- | --- | --- | --- | --- | ---------- |
| Andaluzia       | 52,6 | 42   | 20,2 | 12  | 12,0 | 5  | 4,7  | -   | -    | -   | -    | -   | -    | -  | 6,2 | 2  | -   | -  | -    | -  | -   | -  | -    | -   | -   | -   | 61  | 3 437 754  |
| Aragão          | 38,7 | 7    | 27,8 | 4   | 9,7  | 1  | 7,6  | -   | -    | -   | -    | -   | -    | -  | -   | -  | -   | -  | -    | -  | -   | -  | 10,9 | 1   | -   | -   | 13  | 664 366    |
| Astúrias        | 40,6 | 4    | 26,5 | 3   | 15,6 | 1  | 12,5 | 1   | -    | -   | -    | -   | -    | -  | -   | -  | -   | -  | -    | -  | -   | -  | -    | -   | -   | -   | 9   | 617 697    |
| Baleares        | 34,5 | 3    | 40,7 | 3   | 5,1  | -  | 9,2  | -   | -    | -   | -    | -   | -    | -  | -   | -  | -   | -  | -    | -  | -   | -  | -    | -   | -   | -   | 6   | 348 779    |
| Canárias        | 36,1 | 7    | 19,4 | 3   | 8,0  | -  | 17,6 | 3   | -    | -   | -    | -   | -    | -  | -   | -  | -   | -  | -    | -  | -   | -  | -    | -   | 9,7 | 1   | 14  | 676 746    |
| Cantábria       | 40,1 | 3    | 38,4 | 2   | 6,4  | -  | 9,7  | -   | -    | -   | -    | -   | -    | -  | -   | -  | -   | -  | -    | -  | -   | -  | -    | -   | -   | -   | 5   | 301 118    |
| Castela e Leão  | 35,6 | 14   | 40,3 | 18  | 6,7  | -  | 12,8 | 1   | -    | -   | -    | -   | -    | -  | -   | -  | -   | -  | -    | -  | -   | -  | -    | -   | -   | -   | 33  | 1 500 296  |
| Castela-Mancha  | 48,0 | 12   | 33,8 | 8   | 7,0  | -  | 7,7  | -   | -    | -   | -    | -   | -    | -  | -   | -  | -   | -  | -    | -  | -   | -  | -    | -   | -   | -   | 20  | 981 868    |
| Catalunha       | 35,6 | 20   | 10,6 | 4   | 7,3  | 3  | 4,3  | 1   | 32,7 | 18  | -    | -   | -    | -  | -   | -  | -   | -  | -    | -  | -   | -  | -    | -   | -   | -   | 46  | 3 175 907  |
| Ceuta           | 37,7 | 1    | 34,3 | -   | -    | -  | 8,2  | -   | -    | -   | -    | -   | -    | -  | -   | -  | -   | -  | -    | -  | -   | -  | -    | -   | -   | -   | 1   | 23 131     |
| Com. Valenciana | 41,5 | 16   | 27,0 | 9   | 9,1  | 2  | 7,9  | 2   | -    | -   | -    | -   | -    | -  | -   | -  | 6,8 | 2  | -    | -  | -   | -  | -    | -   | -   | -   | 31  | 2 130 913  |
| Estremadura     | 53,9 | 7    | 25,0 | 4   | 6,9  | -  | 9,5  | -   | -    | -   | -    | -   | -    | -  | -   | -  | -   | -  | -    | -  | -   | -  | -    | -   | -   | -   | 11  | 618 265    |
| Galiza          | 34,6 | 12   | 39,0 | 14  | 3,3  | -  | 7,8  | 1   | -    | -   | -    | -   | -    | -  | -   | -  | -   | -  | -    | -  | -   | -  | -    | -   | -   | -   | 27  | 1 345 653  |
| Madrid          | 33,5 | 12   | 34,2 | 12  | 15,4 | 5  | 11,0 | 4   | -    | -   | -    | -   | -    | -  | -   | -  | -   | -  | -    | -  | -   | -  | -    | -   | -   | -   | 33  | 2 700 942  |
| Melilha         | 38,5 | -    | 55,7 | 1   | -    | -  | 1,8  | -   | -    | -   | -    | -   | -    | -  | -   | -  | -   | -  | -    | -  | -   | -  | -    | -   | -   | -   | 1   | 17 634     |
| Múrcia          | 46,1 | 5    | 30,0 | 3   | 9,2  | -  | 10,4 | 1   | -    | -   | -    | -   | -    | -  | -   | -  | -   | -  | -    | -  | -   | -  | -    | -   | -   | -   | 9   | 559 824    |
| Navarra         | 31,2 | 2    | 33,2 | 3   | 5,8  | -  | 7,0  | -   | -    | -   | 0,9  | -   | 11,0 | -  | -   | -  | -   | -  | 4,8  | -  | 2,9 | -  | -    | -   | -   | -   | 5   | 280 150    |
| País Basco      | 21,1 | 6    | 9,4  | 2   | 3,0  | -  | 3,5  | -   | -    | -   | 22,8 | 5   | 16,9 | 4  | -   | -  | -   | -  | 11,2 | 2  | 8,8 | 2  | -    | -   | -   | -   | 21  | 1 116 188  |
| La Rioja        | 39,7 | 2    | 41,1 | 2   | 6,4  | -  | 7,2  | -   | -    | -   | -    | -   | -    | -  | -   | -  | -   | -  | -    | -  | -   | -  | -    | -   | -   | -   | 4   | 149 134    |
| Espanha         | 39,6 | 175  | 25,8 | 107 | 9,1  | 17 | 7,9  | 14  | 5,0  | 18  | 1,2  | 5   | 1,1  | 4  | 1,0 | 2  | 0,7 | 2  | 0,7  | 2  | 0,5 | 2  | 0,4  | 2   | 0,3 | 2   | 350 | 20 646 365 |

### Andaluzia
| Partido                 | Partido                              | Votos     | %               | +/-  | Deputados | +/-     |
| ----------------------- | ------------------------------------ | --------- | --------------- | ---- | --------- | ------- |
|                         | Partido Socialista Operário Espanhol | 1 793 717 | 52,55 / 100,00  | 4,52 | 42 / 61   | Estável |
|                         | Partido Popular                      | 688 625   | 20,17 / 100,00  | 2,51 | 12 / 61   | 3       |
|                         | Esquerda Unida                       | 408 733   | 11,97 / 100,00  | 3,87 | 5 / 61    | 2       |
|                         | Partido Andaluz                      | 212 687   | 6,23 / 100,00   | 3,44 | 2 / 61    | 2       |
|                         | Centro Democrático e Social          | 159 433   | 4,67 / 100,00   | 0,97 | 0 / 61    | Estável |
|                         | Grupo Ruiz Mateos                    | 51 616    | 1,51 / 100,00   | Novo | 0 / 61    | Novo    |
|                         | Outros                               | 83 461    | 2,45 / 100,00   |      | 0 / 61    |         |
| Votos Inválidos         | Votos Inválidos                      | 39 482    | 1,15 / 100,00   | 0,64 |           |         |
| Total                   | Total                                | 3 437 754 | 100,00 / 100,00 |      | 61 / 61   | 1       |
| Eleitorado/Participação | Eleitorado/Participação              | 4 958 795 | 69,33 / 100,00  | 1,44 |           |         |

### Aragão
| Partido                 | Partido                              | Votos   | %               | +/-  | Deputados | +/-     |
| ----------------------- | ------------------------------------ | ------- | --------------- | ---- | --------- | ------- |
|                         | Partido Socialista Operário Espanhol | 255 342 | 38,72 / 100,00  | 4,71 | 7 / 13    | 1       |
|                         | Partido Popular                      | 183 361 | 27,81 / 100,00  | 1,66 | 4 / 13    | Estável |
|                         | Partido Aragonês                     | 71 733  | 10,88 / 100,00  | 0,14 | 1 / 13    | Estável |
|                         | Esquerda Unida                       | 64 200  | 9,74 / 100,00   | 6,35 | 1 / 13    | 1       |
|                         | Centro Democrático e Social          | 50 160  | 7,61 / 100,00   | 3,57 | 0 / 13    | 1       |
|                         | Grupo Ruiz Mateos                    | 6 872   | 1,04 / 100,00   | Novo | 0 / 13    | Novo    |
|                         | Outros                               | 22 197  | 3,37 / 100,00   |      | 0 / 13    |         |
| Votos Inválidos         | Votos Inválidos                      | 10 501  | 1,59 / 100,00   | 1,30 |           |         |
| Total                   | Total                                | 664 366 | 100,00 / 100,00 |      | 13 / 13   | 1       |
| Eleitorado/Participação | Eleitorado/Participação              | 946 321 | 70,21 / 100,00  | 0,38 |           |         |

### Astúrias
| Partido                 | Partido                              | Votos   | %               | +/-  | Deputados | +/-     |
| ----------------------- | ------------------------------------ | ------- | --------------- | ---- | --------- | ------- |
|                         | Partido Socialista Operário Espanhol | 248 584 | 40,56 / 100,00  | 5,43 | 4 / 9     | 1       |
|                         | Partido Popular                      | 162 590 | 26,53 / 100,00  | 0,69 | 3 / 9     | 1       |
|                         | Esquerda Unida                       | 95 494  | 15,58 / 100,00  | 6,37 | 1 / 9     | Estável |
|                         | Centro Democrático e Social          | 76 643  | 12,51 / 100,00  | 0,65 | 1 / 9     | Estável |
|                         | Outros                               | 25 805  | 4,23 / 100,00   |      | 0 / 9     |         |
| Votos Inválidos         | Votos Inválidos                      | 8 581   | 1,40 / 100,00   | 0,94 |           |         |
| Total                   | Total                                | 617 697 | 100,00 / 100,00 |      | 9 / 9     |         |
| Eleitorado/Participação | Eleitorado/Participação              | 896 485 | 68,90 / 100,00  | 1,08 |           |         |

### Baleares
| Partido                 | Partido                              | Votos   | %               | +/-  | Deputados | +/-     |
| ----------------------- | ------------------------------------ | ------- | --------------- | ---- | --------- | ------- |
|                         | Partido Popular                      | 140 163 | 40,66 / 100,00  | 6,35 | 3 / 6     | Estável |
|                         | Partido Socialista Operário Espanhol | 118 833 | 34,48 / 100,00  | 5,80 | 3 / 6     | Estável |
|                         | Centro Democrático e Social          | 31 671  | 9,19 / 100,00   | 2,10 | 0 / 6     | Estável |
|                         | Esquerda Unida                       | 17 555  | 5,09 / 100,00   | 2,76 | 0 / 6     | Estável |
|                         | Lista Verde                          | 8 762   | 2,54 / 100,00   | Novo | 0 / 6     | Novo    |
|                         | Grupo Ruiz Mateos                    | 8 709   | 2,53 / 100,00   | Novo | 0 / 6     | Novo    |
|                         | Partido Socialista de Maiorca        | 7 989   | 2,32 / 100,00   | 0,11 | 0 / 6     | Estável |
|                         | Outros                               | 8 023   | 2,33 / 100,00   |      | 0 / 6     |         |
| Votos Inválidos         | Votos Inválidos                      | 7 074   | 2,03 / 100,00   | 0,87 |           |         |
| Total                   | Total                                | 348 779 | 100,00 / 100,00 |      | 6 / 6     |         |
| Eleitorado/Participação | Eleitorado/Participação              | 548 939 | 63,54 / 100,00  | 2,48 |           |         |

### Canárias
| Partido                 | Partido                              | Votos     | %               | +/-  | Deputados | +/-     |
| ----------------------- | ------------------------------------ | --------- | --------------- | ---- | --------- | ------- |
|                         | Partido Socialista Operário Espanhol | 242 035   | 36,10 / 100,00  | 0,04 | 7 / 14    | 1       |
|                         | Partido Popular                      | 130 043   | 19,39 / 100,00  | 3,91 | 3 / 14    | Estável |
|                         | Centro Democrático e Social          | 117 897   | 17,58 / 100,00  | 0,68 | 3 / 14    | Estável |
|                         | Grupos Independentes das Canárias    | 64 767    | 9,66 / 100,00   | 0,16 | 1 / 14    | Estável |
|                         | Esquerda Unida                       | 53 364    | 7,96 / 100,00   | 3,65 | 0 / 14    | Estável |
|                         | Assembleia Nacionalista Canária      | 21 539    | 3,21 / 100,00   | 2,31 | 0 / 14    | Estável |
|                         | Grupo Ruiz Mateos                    | 10 117    | 1,51 / 100,00   | Novo | 0 / 14    | Novo    |
|                         | Outros                               | 27 429    | 4,09 / 100,00   |      | 0 / 14    |         |
| Votos Inválidos         | Votos Inválidos                      | 9 555     | 1,42 / 100,00   | 0,98 |           |         |
| Total                   | Total                                | 676 746   | 100,00 / 100,00 |      | 14 / 14   | 1       |
| Eleitorado/Participação | Eleitorado/Participação              | 1 088 933 | 62,15 / 100,00  | 6,13 |           |         |

### Cantábria
| Partido                 | Partido                              | Votos   | %               | +/-  | Deputados | +/-     |
| ----------------------- | ------------------------------------ | ------- | --------------- | ---- | --------- | ------- |
|                         | Partido Socialista Operário Espanhol | 119 352 | 40,07 / 100,00  | 4,26 | 3 / 5     | Estável |
|                         | Partido Popular                      | 114 403 | 38,41 / 100,00  | 4,35 | 2 / 5     | Estável |
|                         | Centro Democrático e Social          | 28 976  | 9,73 / 100,00   | 3,23 | 0 / 5     | Estável |
|                         | Esquerda Unida                       | 19 058  | 6,40 / 100,00   | 3,31 | 0 / 5     | Estável |
|                         | Outros                               | 13 260  | 4,44 / 100,00   |      | 0 / 5     |         |
| Votos Inválidos         | Votos Inválidos                      | 6 069   | 2,03 / 100,00   | 0,85 |           |         |
| Total                   | Total                                | 301 118 | 100,00 / 100,00 |      | 5 / 5     |         |
| Eleitorado/Participação | Eleitorado/Participação              | 405 381 | 74,28 / 100,00  | 0,85 |           |         |

### Castela e Leão
| Partido                 | Partido                              | Votos     | %               | +/-  | Deputados | +/-     |
| ----------------------- | ------------------------------------ | --------- | --------------- | ---- | --------- | ------- |
|                         | Partido Popular                      | 597 206   | 40,25 / 100,00  | 4,43 | 18 / 33   | 4       |
|                         | Partido Socialista Operário Espanhol | 527 551   | 35,55 / 100,00  | 3,24 | 14 / 33   | 2       |
|                         | Centro Democrático e Social          | 189 194   | 12,75 / 100,00  | 4,71 | 1 / 33    | 3       |
|                         | Esquerda Unida                       | 98 699    | 6,65 / 100,00   | 4,15 | 0 / 33    | Estável |
|                         | Outros                               | 56 402    | 3,80 / 100,00   |      | 0 / 33    |         |
| Votos Inválidos         | Votos Inválidos                      | 31 244    | 2,10 / 100,00   | 0,80 |           |         |
| Total                   | Total                                | 1 500 296 | 100,00 / 100,00 |      | 33 / 33   | 1       |
| Eleitorado/Participação | Eleitorado/Participação              | 2 045 513 | 73,35 / 100,00  | 0,54 |           |         |

### Castela-Mancha
| Partido                 | Partido                              | Votos     | %               | +/-  | Deputados | +/-     |
| ----------------------- | ------------------------------------ | --------- | --------------- | ---- | --------- | ------- |
|                         | Partido Socialista Operário Espanhol | 466 964   | 47,96 / 100,00  | 0,17 | 12 / 20   | Estável |
|                         | Partido Popular                      | 328 714   | 33,76 / 100,00  | 1,05 | 8 / 20    | Estável |
|                         | Centro Democrático e Social          | 75 298    | 7,73 / 100,00   | 1,99 | 0 / 20    | Estável |
|                         | Esquerda Unida                       | 67 727    | 6,96 / 100,00   | 2,88 | 0 / 20    | Estável |
|                         | Outros                               | 28 851    | 2,96 / 100,00   |      | 0 / 20    |         |
| Votos Inválidos         | Votos Inválidos                      | 14 314    | 1,47 / 100,00   | 0,58 |           |         |
| Total                   | Total                                | 981 868   | 100,00 / 100,00 |      | 20 / 20   |         |
| Eleitorado/Participação | Eleitorado/Participação              | 1 284 510 | 76,44 / 100,00  | 1,35 |           |         |

### Catalunha
| Partido                 | Partido                              | Votos     | %               | +/-  | Deputados | +/-     |
| ----------------------- | ------------------------------------ | --------- | --------------- | ---- | --------- | ------- |
|                         | Partido dos Socialistas da Catalunha | 1 123 975 | 35,59 / 100,00  | 5,41 | 20 / 46   | 1       |
|                         | Convergência e União                 | 1 032 243 | 32,68 / 100,00  | 0,68 | 18 / 46   | Estável |
|                         | Partido Popular                      | 336 015   | 10,64 / 100,00  | 0,76 | 4 / 46    | 2       |
|                         | Iniciativa pela Catalunha            | 231 452   | 7,33 / 100,00   | 3,42 | 3 / 46    | 2       |
|                         | Centro Democrático e Social          | 136 518   | 4,32 / 100,00   | 0,20 | 1 / 46    | Estável |
|                         | Esquerda Republicana da Catalunha    | 84 756    | 2,68 / 100,00   | 0,01 | 0 / 46    | Estável |
|                         | Grupo Ruiz Mateos                    | 37 942    | 1,20 / 100,00   | Novo | 0 / 46    | Novo    |
|                         | Partido dos Comunistas da Catalunha  | 31 966    | 1,01 / 100,00   | 0,59 | 0 / 46    | Estável |
|                         | Outros                               | 124 128   | 3,93 / 100,00   |      | 0 / 46    |         |
| Votos Inválidos         | Votos Inválidos                      | 36 912    | 1,17 / 100,00   | 0,10 |           |         |
| Total                   | Total                                | 3 175 907 | 100,00 / 100,00 |      | 46 / 46   | 1       |
| Eleitorado/Participação | Eleitorado/Participação              | 4 697 012 | 67,62 / 100,00  | 1,33 |           |         |

### Ceuta
| Partido                 | Partido                              | Votos  | %               | +/-  | Deputados | +/-     |
| ----------------------- | ------------------------------------ | ------ | --------------- | ---- | --------- | ------- |
|                         | Partido Socialista Operário Espanhol | 8 643  | 37,71 / 100,00  | 7,52 | 1 / 1     | Estável |
|                         | Partido Popular                      | 7 855  | 34,27 / 100,00  | 2,07 | 0 / 1     | Estável |
|                         | Ceuta Unida                          | 2 760  | 12,04 / 100,00  | Novo | 0 / 1     | Novo    |
|                         | Centro Democrático e Social          | 1 880  | 8,20 / 100,00   | 0,23 | 0 / 1     | Estável |
|                         | Lista Verde                          | 756    | 3,30 / 100,00   | Novo | 0 / 1     | Novo    |
|                         | Grupo Ruiz Mateos                    | 605    | 2,64 / 100,00   | Novo | 0 / 1     | Novo    |
|                         | Outros                               | 150    | 0,65 / 100,00   |      | 0 / 1     |         |
| Votos Inválidos         | Votos Inválidos                      | 482    | 2,10 / 100,00   | 0,20 |           |         |
| Total                   | Total                                | 23 131 | 100,00 / 100,00 |      | 1 / 1     |         |
| Eleitorado/Participação | Eleitorado/Participação              | 41 353 | 55,94 / 100,00  | 0,76 |           |         |

### Comunidade Valenciana
| Partido                 | Partido                              | Votos     | %               | +/-     | Deputados | +/-     |
| ----------------------- | ------------------------------------ | --------- | --------------- | ------- | --------- | ------- |
|                         | Partido Socialista Operário Espanhol | 878 377   | 41,46 / 100,00  | 6,03    | 16 / 31   | 2       |
|                         | Partido Popular                      | 572 101   | 27,00 / 100,00  | 1,84    | 9 / 31    | 1       |
|                         | Esquerda Unida                       | 192 201   | 9,07 / 100,00   | 4,37    | 2 / 31    | 2       |
|                         | Centro Democrático e Social          | 166 231   | 7,85 / 100,00   | 0,93    | 2 / 31    | Estável |
|                         | União Valenciana                     | 144 924   | 6,84 / 100,00   | 3,76    | 2 / 31    | 1       |
|                         | União do Povo Valenciano             | 40 767    | 1,92 / 100,00   | Estável | 0 / 31    | Estável |
|                         | Lista Verde                          | 35 813    | 1,69 / 100,00   | Novo    | 0 / 31    | Novo    |
|                         | Grupo Ruiz Mateos                    | 21 925    | 1,03 / 100,00   | Novo    | 0 / 31    | Novo    |
|                         | Outros                               | 55 442    | 2,62 / 100,00   |         | 0 / 31    |         |
| Votos Inválidos         | Votos Inválidos                      | 23 132    | 1,09 / 100,00   | 1,55    |           |         |
| Total                   | Total                                | 2 130 913 | 100,00 / 100,00 |         | 31 / 31   |         |
| Eleitorado/Participação | Eleitorado/Participação              | 2 848 656 | 74,80 / 100,00  | 1,60    |           |         |

### Estremadura
| Partido                 | Partido                              | Votos   | %               | +/-  | Deputados | +/-     |
| ----------------------- | ------------------------------------ | ------- | --------------- | ---- | --------- | ------- |
|                         | Partido Socialista Operário Espanhol | 330 869 | 53,90 / 100,00  | 1,98 | 7 / 11    | Estável |
|                         | Partido Popular                      | 153 261 | 24,97 / 100,00  | 1,76 | 4 / 11    | Estável |
|                         | Centro Democrático e Social          | 58 443  | 9,52 / 100,00   | 1,48 | 0 / 11    | Estável |
|                         | Esquerda Unida                       | 42 166  | 6,87 / 100,00   | 2,97 | 0 / 11    | Estável |
|                         | Estremadura Unida                    | 10 984  | 1,79 / 100,00   | 0,88 | 0 / 11    | Estável |
|                         | Outros                               | 15 193  | 2,48 / 100,00   |      | 0 / 11    |         |
| Votos Inválidos         | Votos Inválidos                      | 7 349   | 1,19 / 100,00   | 0,57 |           |         |
| Total                   | Total                                | 618 265 | 100,00 / 100,00 |      | 11 / 11   |         |
| Eleitorado/Participação | Eleitorado/Participação              | 818 143 | 75,57 / 100,00  | 1,99 |           |         |

### Galiza
| Partido                 | Partido                                          | Votos     | %               | +/-  | Deputados | +/-     |
| ----------------------- | ------------------------------------------------ | --------- | --------------- | ---- | --------- | ------- |
|                         | Partido Popular                                  | 519 168   | 39,02 / 100,00  | 0,17 | 14 / 27   | 1       |
|                         | Partido Socialista Operário Espanhol             | 459 750   | 34,56 / 100,00  | 1,20 | 12 / 27   | 1       |
|                         | Centro Democrático e Social                      | 103 762   | 7,80 / 100,00   | 0,77 | 1 / 27    | 1       |
|                         | Bloco Nacionalista Galego                        | 47 763    | 3,59 / 100,00   | 1,48 | 0 / 27    | Estável |
|                         | Coligação Galega                                 | 45 821    | 3,44 / 100,00   | 2,80 | 0 / 27    | 1       |
|                         | Esquerda Unida                                   | 43 645    | 3,28 / 100,00   | 2,14 | 0 / 27    | Estável |
|                         | Partido Socialista Galego-Esquerda Galega        | 34 131    | 2,57 / 100,00   | 0,99 | 0 / 27    | Estável |
|                         | Partido Nacionalista Galego - Partido Galeguista | 14 411    | 1,08 / 100,00   | Novo | 0 / 27    | Novo    |
|                         | Outros                                           | 50 598    | 3,80 / 100,00   |      | 0 / 27    |         |
| Votos Inválidos         | Votos Inválidos                                  | 26 604    | 1,98 / 100,00   | 0,06 |           |         |
| Total                   | Total                                            | 1 345 653 | 100,00 / 100,00 |      | 27 / 27   |         |
| Eleitorado/Participação | Eleitorado/Participação                          | 2 237 973 | 60,13 / 100,00  | 2,24 |           |         |

### Madrid
| Partido                 | Partido                              | Votos     | %               | +/-  | Deputados | +/-  |
| ----------------------- | ------------------------------------ | --------- | --------------- | ---- | --------- | ---- |
|                         | Partido Popular                      | 919 357   | 34,22 / 100,00  | 2,25 | 12 / 33   | 1    |
|                         | Partido Socialista Operário Espanhol | 899 723   | 33,49 / 100,00  | 7,32 | 12 / 33   | 3    |
|                         | Esquerda Unida                       | 414 392   | 15,42 / 100,00  | 9,39 | 5 / 33    | 3    |
|                         | Centro Democrático e Social          | 295 189   | 10,99 / 100,00  | 2,95 | 4 / 33    | 1    |
|                         | Lista Verde                          | 30 495    | 1,14 / 100,00   | Novo | 0 / 33    | Novo |
|                         | Outros                               | 100 256   | 3,72 / 100,00   |      | 0 / 33    |      |
| Votos Inválidos         | Votos Inválidos                      | 41 530    | 1,55 / 100,00   | 0,37 |           |      |
| Total                   | Total                                | 2 700 942 | 100,00 / 100,00 |      | 33 / 33   |      |
| Eleitorado/Participação | Eleitorado/Participação              | 3 713 941 | 72,72 / 100,00  | 1,18 |           |      |

### Melilha
| Partido                 | Partido                                  | Votos  | %               | +/-  | Deputados | +/-     |
| ----------------------- | ---------------------------------------- | ------ | --------------- | ---- | --------- | ------- |
|                         | Partido Popular                          | 9 748  | 55,68 / 100,00  | 9,74 | 1 / 1     | Estável |
|                         | Partido Socialista Operário Espanhol     | 6 741  | 38,50 / 100,00  | 2,85 | 0 / 1     | Estável |
|                         | Centro Democrático e Social              | 316    | 1,80 / 100,00   | 9,42 | 0 / 1     | Estável |
|                         | Partido Nacionalista Espanhol de Melilha | 301    | 1,72 / 100,00   | Novo | 0 / 1     | Novo    |
|                         | Outros                                   | 245    | 1,40 / 100,00   |      | 0 / 1     |         |
| Votos Inválidos         | Votos Inválidos                          | 283    | 1,61 / 100,00   | 0,97 |           |         |
| Total                   | Total                                    | 17 634 | 100,00 / 100,00 |      | 1 / 1     |         |
| Eleitorado/Participação | Eleitorado/Participação                  | 33 985 | 51,89 / 100,00  | 8,09 |           |         |

### Múrcia
| Partido                 | Partido                              | Votos   | %               | +/-  | Deputados | +/-     |
| ----------------------- | ------------------------------------ | ------- | --------------- | ---- | --------- | ------- |
|                         | Partido Socialista Operário Espanhol | 256 107 | 46,06 / 100,00  | 3,79 | 5 / 9     | Estável |
|                         | Partido Popular                      | 166 712 | 29,98 / 100,00  | 4,35 | 3 / 9     | Estável |
|                         | Centro Democrático e Social          | 57 634  | 10,36 / 100,00  | 2,02 | 1 / 9     | 1       |
|                         | Esquerda Unida                       | 51 105  | 9,19 / 100,00   | 4,67 | 0 / 9     | Estável |
|                         | Grupo Ruiz Mateos                    | 6 253   | 1,12 / 100,00   | Novo | 0 / 9     | Novo    |
|                         | Outros                               | 15 632  | 2,81 / 100,00   |      | 0 / 9     |         |
| Votos Inválidos         | Votos Inválidos                      | 6 381   | 1,14 / 100,00   | 0,84 |           |         |
| Total                   | Total                                | 559 824 | 100,00 / 100,00 |      | 9 / 9     | 1       |
| Eleitorado/Participação | Eleitorado/Participação              | 753 980 | 74,25 / 100,00  | 0,41 |           |         |

### Navarra
| Partido                 | Partido                               | Votos   | %               | +/-  | Deputados | +/-     |
| ----------------------- | ------------------------------------- | ------- | --------------- | ---- | --------- | ------- |
|                         | Partido Popular-União do Povo Navarro | 92 216  | 33,18 / 100,00  | 3,55 | 3 / 5     | 1       |
|                         | Partido Socialista Operário Espanhol  | 86 677  | 31,19 / 100,00  | 4,33 | 2 / 5     | Estável |
|                         | Herri Batasuna                        | 30 632  | 11,02 / 100,00  | 2,89 | 0 / 5     | 1       |
|                         | Centro Democrático e Social           | 19 538  | 7,03 / 100,00   | 2,53 | 0 / 5     | Estável |
|                         | Esquerda Unida                        | 15 979  | 5,75 / 100,00   | 4,20 | 0 / 5     | Estável |
|                         | Eusko Alkartasuna                     | 13 342  | 4,80 / 100,00   | Novo | 0 / 5     | Novo    |
|                         | Esquerda Basca                        | 7 949   | 2,86 / 100,00   | 0,06 | 0 / 5     | Estável |
|                         | Outros                                | 8 644   | 3,11 / 100,00   |      | 0 / 5     |         |
| Votos Inválidos         | Votos Inválidos                       | 5 173   | 1,85 / 100,00   | 1,12 |           |         |
| Total                   | Total                                 | 280 150 | 100,00 / 100,00 |      | 5 / 5     |         |
| Eleitorado/Participação | Eleitorado/Participação               | 408 718 | 68,54 / 100,00  | 1,26 |           |         |

### País Basco
| Partido                 | Partido                              | Votos     | %               | +/-  | Deputados | +/-     |
| ----------------------- | ------------------------------------ | --------- | --------------- | ---- | --------- | ------- |
|                         | Partido Nacionalista Basco           | 252 119   | 22,78 / 100,00  | 5,04 | 5 / 21    | 1       |
|                         | Partido Socialista Operário Espanhol | 233 650   | 21,11 / 100,00  | 5,18 | 6 / 21    | 1       |
|                         | Herri Batasuna                       | 186 646   | 16,86 / 100,00  | 0,83 | 4 / 21    | Estável |
|                         | Eusko Alkartasuna                    | 123 613   | 11,17 / 100,00  | Novo | 2 / 21    | Novo    |
|                         | Partido Popular                      | 103 697   | 9,37 / 100,00   | 1,13 | 2 / 21    | Estável |
|                         | Esquerda Basca                       | 97 289    | 8,79 / 100,00   | 0,29 | 2 / 21    | Estável |
|                         | Centro Democrático e Social          | 38 313    | 3,46 / 100,00   | 1,54 | 0 / 21    | Estável |
|                         | Esquerda Unida                       | 33 323    | 3,01 / 100,00   | 1,76 | 0 / 21    | Estável |
|                         | Outros                               | 30 827    | 2,79 / 100,00   |      | 0 / 21    |         |
| Votos Inválidos         | Votos Inválidos                      | 16 711    | 1,50 / 100,00   | 0,66 |           |         |
| Total                   | Total                                | 1 116 188 | 100,00 / 100,00 |      | 21 / 21   |         |
| Eleitorado/Participação | Eleitorado/Participação              | 1 668 408 | 66,90 / 100,00  | 0,68 |           |         |

### La Rioja
| Partido                 | Partido                              | Votos   | %               | +/-  | Deputados | +/-     |
| ----------------------- | ------------------------------------ | ------- | --------------- | ---- | --------- | ------- |
|                         | Partido Popular                      | 60 737  | 41,09 / 100,00  | 1,87 | 2 / 4     | Estável |
|                         | Partido Socialista Operário Espanhol | 58 678  | 39,70 / 100,00  | 4,22 | 2 / 4     | Estável |
|                         | Centro Democrático e Social          | 10 620  | 7,18 / 100,00   | 2,90 | 0 / 4     | Estável |
|                         | Esquerda Unida                       | 9 495   | 6,42 / 100,00   | 4,42 | 0 / 4     | Estável |
|                         | Os Verdes Ecologistas                | 1 893   | 1,28 / 100,00   | Novo | 0 / 4     | Novo    |
|                         | Grupo Ruiz Mateos                    | 1 823   | 1,23 / 100,00   | Novo | 0 / 4     | Novo    |
|                         | Outros                               | 2 787   | 1,88 / 100,00   |      | 0 / 4     |         |
| Votos Inválidos         | Votos Inválidos                      | 3 101   | 2,09 / 100,00   | 0,79 |           |         |
| Total                   | Total                                | 149 134 | 100,00 / 100,00 |      | 4 / 4     |         |
| Eleitorado/Participação | Eleitorado/Participação              | 207 009 | 72,04 / 100,00  | 2,27 |           |         |